# Ossolano
Ossolano, ggf. mit der Zusatzbezeichnung d’Alpe, ist ein italienischer  Käse mit geschützter Ursprungsbezeichnung.

## Herkunft
Das Herstellungsgebiet liegt innerhalb der Kataster- und Verwaltungsgrenzen der Gemeinden Antrona Schieranco, Anzola d’Ossola, Baceno, Bannio Anzino, Beura-Cardezza, Bognanco, Calasca-Castiglione, Ceppo Morelli, Craveggia, Crevoladossola, Crodo, Domodossola, Druogno, Formazza, Macugnaga, Malesco, Masera, Mergozzo, Montecrestese, Montescheno, Ornavasso, Pallanzeno, Piedimulera, Pieve Vergonte, Premia, Premosello-Chiovenda, Re, Santa Maria Maggiore, Seppiana, Toceno, Trasquera, Trontano, Vanzone con San Carlo, Varzo, Viganella, Villadossola, Villette, Vogogna in der Provinz Verbano-Cusio-Ossola in der norditalienischen Region Piemont.
Namensgebend ist das im Norden der Region Piemont gelegene Ossolatal. Es befindet sich zwischen dem Kanton Wallis und dem Kanton Tessin inmitten der penninischen und lepontinischen Alpen und erstreckt sich 70 km von Nord nach Süd mit einer maximalen Breite von 35 km. Im Süden grenzt das Tal an den Lago Maggiore.
Das gesamte Herstellungsgebiet ist gebirgig und durch eine komplexe und unregelmäßige Orographie gekennzeichnet. Hierdurch entstand eine stark fragmentierte Landwirtschaft mit kleinen Betrieben. Die einzelnen Höfe halten 10 bis maximal 70 Milchtiere und betreiben kleine Gemeinschaftshofkäsereien zur Milchverarbeitung, Käseherstellung und -reifung.
Das Produkt erhält den Zusatz d’Alpe, wenn Milcherzeugung und Käseherstellung auf Almen erfolgen, die auf einer Höhe von mindestens 1.400 m über dem Meeresspiegel liegen.
Der Käse wird ausschließlich aus Milch der Rinderrassen Braunvieh, Holstein-Rind, Pezzata Rossa und deren Mischrassen hergestellt. Obwohl die Weidehaltung nicht vorgeschrieben ist, weiden die Kühe von April bis Oktober regelmäßig auf den Wiesen der Talsenke, sofern die Witterungsverhältnisse dieses erlauben. Für den Ossolano d’Alpe ist die Weidehaltung in der Zeit zwischen dem 1. Juni und dem 30. September vorgeschrieben.
Gras und/oder Futtermittel stammen, bezogen auf ihre jährliche Trockenmasse, zu mindestens 60 % aus dem Herstellungsgebiet. Beim Ossolano d’Alpe beträgt der Anteil mindestens 90 %. Ergänzend dürfen Konzentrate aus Getreide und Hülsenfrüchten sowie die Nebenprodukte aus deren Verarbeitung verfüttert werden. Eine Ergänzung des Futters mit Vitaminen und Mineralstoffen ist erlaubt.
Alle Schritte des Erzeugungsprozesses (Zucht, Melken, Käseherstellung und Reifung) dürfen ausschließlich im Herstellungsgebiet erfolgen.

## Herstellung
Ossolano wird ganzjährig aus Kuhvollmilch aus zwei bis vier aufeinanderfolgenden Melkgängen hergestellt. Ossolano d’Alpe wird ausschließlich zwischen dem 1. Juni und dem 30. September produziert.
Die Mindestreifezeit beträgt 60 Tage, beginnend am Tag der Milchverarbeitung.

## Eigenschaften

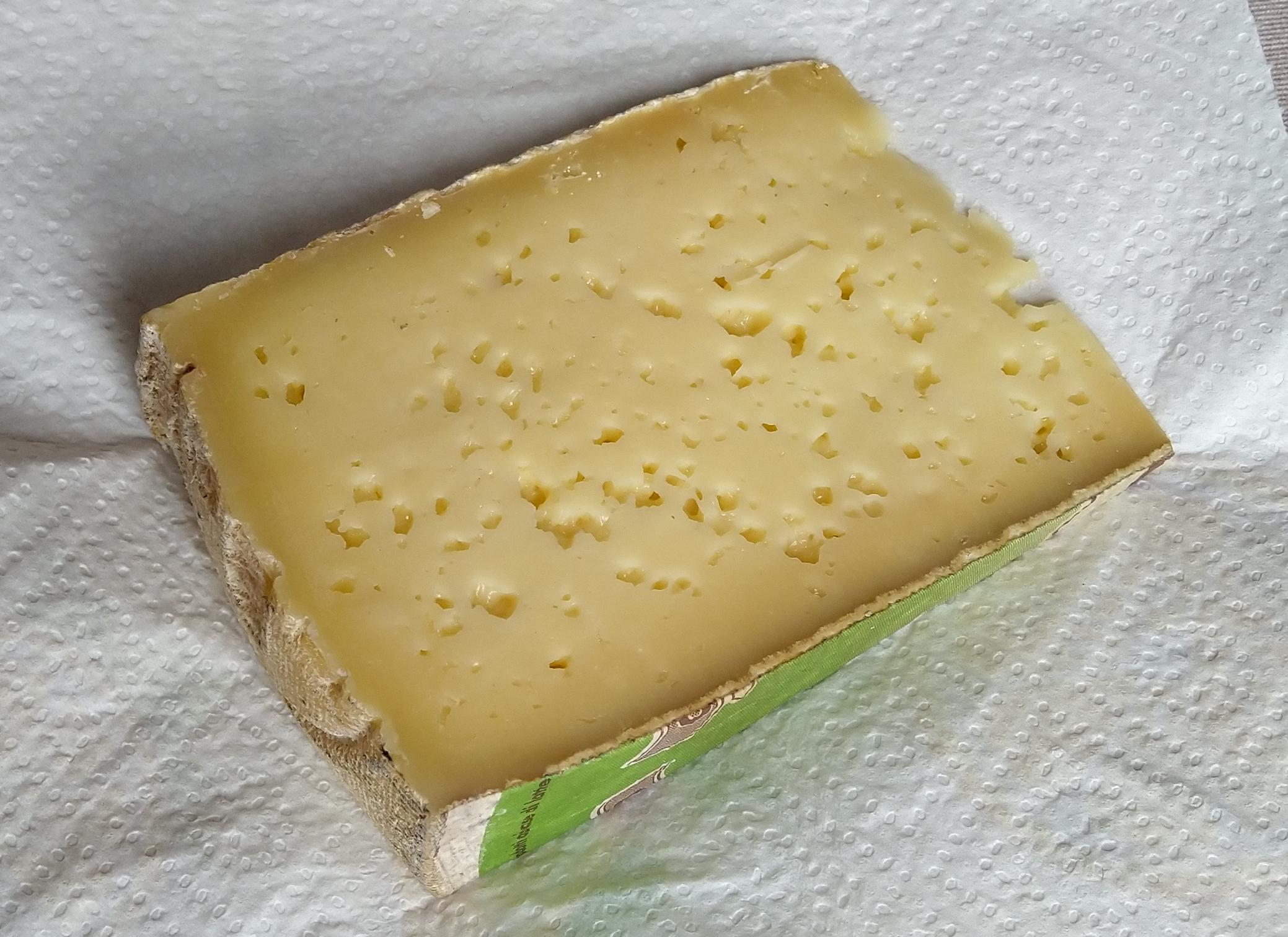
Ossolano (g.U.)

Der Käselaib ist zylindrisch mit geradem oder leicht gewölbtem Rand und ebener oder fast ebener Ober- und Unterseite. Die Randhöhe beträgt 6,0 bis 9,0 cm, der Durchmesser beträgt 29,0 bis 32,0 cm bei einem Gewicht von 6,0 bis 7,0 kg bzw.  5,0 bis 6,0 kg beim Ossolano d’Alpe. Maße und Gewicht beziehen sich auf den Käse nach der Mindestreifezeit.
Die Rinde ist glatt, gleichmäßig und hat eine strohgelbe Farbe, die mit fortschreitender Reifung intensiv gelb werden kann.
Der Teig ist fest, elastisch und mit unregelmäßiger kleiner Löcherung. Die Farbe variiert von zartgelb über kräftig strohgelb bis intensiv gelb und hängt stark vom Grünfutter in den Frühjahrs- und Sommermonaten sowie von der Reifung des Käses ab.
Der Geruch ist mild, intensiv, mit blumigen bis nussigen Noten. Der Geschmack ist kräftig und vollmundig und geht vom Buttergeschmack des Diacetyls in florale, beerige und nussige Aromen über.
Der Fettgehalt in der Trockenmasse beträgt mindestens 40 %.

## Kennzeichnung und Handel
Der Käse wird nach der Mindestreifezeit als ganzer Laib oder portioniert in den Verkehr gebracht. Die Kennzeichnung erfolgt durch einen Aufdruck und ein Brandzeichen am Rand des Käselaibs sowie ein Papieretikett auf der Ober- oder Unterseite.
Auf dem portionierten Käse müssen ein Teil des Papieretiketts sowie die Ursprungsbezeichnung Ossolano auf einem  Klebeetikett und/oder der vorgedruckten Folie vorhanden sein. Die Portionierung ist auch außerhalb des Herkunftsgebiets zulässig.
Käseformen, bei deren Herstellung die Käserinde abgeschabt und/oder abgetragen wird (z. B. Raspel, Würfel, Scheiben usw.) und die Ursprungskennzeichnung nicht mehr zu erkennen ist, dürfen ausschließlich im Herstellungsgebiet erzeugt werden, um die Rückverfolgbarkeit zu gewährleisten.